# Pedicularis rotundifolia
Pedicularis rotundifolia là loài thực vật có hoa thuộc họ Cỏ chổi. Loài này được C.E.C. Fisch. mô tả khoa học đầu tiên năm 1940.